# Vetřelec (Hvězdná brána: Atlantida)
Vetřelec (v anglickém originále The Intruder) je druhý díl druhé řady sci-fi seriálu Hvězdná brána: Atlantida.

## Obsah epizody
Daidalos se vrací na Atlantidu. Posádku (mezi níž je Weirová, Sheppard, McKay i Beckett) čeká osmnáctidenní cesta. Během ní se každý snaží vyrovnat se svými problémy – situacemi, které je čekaly na Zemi. Doktorka Weirová a Caldwell (velitel Daidala) se dostali do rozepře ohledně velení vojenské posádky Atlantidy. Doktorka Weirová prosazuje Shepparda, který je do funkce nakonec přece jen dosazen a povýšen do hodnosti podplukovníka. Doktorka Weirová se pokouší zapojit do expedice také svého přítele lékaře Simona, který jí však oznámí, že si během její roční nepřítomnosti našel jinou ženu. Sheppard musí Fordově rodině oznámit, že je poručík Ford nezvěstný.
Jakmile se loď objeví na hranici galaxie Pegasus, dojde na palubě k úmrtí jednoho z vojáků. Vypadá to, že zkoumal určitá nefunkční zařízení Daidala, když byl zavražděn. Proto se McKay snaží zjistit, na čem konkrétně pracoval. Jeden ze členů jeho týmu objeví určité nesrovnalosti. Dříve, než je stačí ohlásit, je také zavražděn – v místnosti, kam se ukryl při výbuchu chladicího zařízení, se otevřely dveře do volného kosmického prostoru.
Asgard, který je na palubě Daidala, objeví v systémech wraithský počítačový virus. Dokáže se měnit a přizpůsobovat, je inteligentní. Pokouší se navést loď k wraithtským planetám a tím jim poskytnout přístup k veškerým informacím – včetně polohy Země. Zabije každého, kdo se jej snaží odhalit a zlikvidovat.
Krátce po druhé vraždě spouští virus vysílání nouzového signálu. Sheppard musí sestřelit vysílač pomocí stíhačky F-302, aby jejich polohu neodhalili Wraithové. Při návratu však selže řízení a jeho stíhačka se od lodi velmi rychle vzdaluje. Sheppard je přenesen zpět na loď. McKay pokračuje ve snaze o likvidaci viru. Pokouší se restartovat všechny systémy, virus se však zálohuje v jedné z F-302 a restart tak přečká. Okamžitě začne navádět Daidalos přímo k nejbližší hvězdě. Míří do koronosféry – zde radiace zabije veškerý život na jeho palubě, loď ale bude bez poškození. McKay se Sheppardem spěchají odpojit disky ze stíhaček, virus se opět pokouší otevřít dveře do volného kosmického prostoru a zamezit tak jejich snaze. Asgard jeho snahu zpomalí a poskytne tak oběma čas na dokončení úkolu i záchranu života – ukryjí se do poslední stíhačky.
Druhý restart má však stejný efekt jako první. Virus se opět ukryl, ale kde? Jedinou možností je stíhačka, s níž Sheppard zlikvidoval vysílání nouzového signálu. Musí ji sestřelit. Teprve potom je restartování systému úspěšné. Daidalos se vrací pod kontrolu a může pokračovat v cestě na Atlantidu.